# Vejsil Keškić
Vejsil Keškić (Mala Peća kod Bihaća, 25. lipnja 1939. – Rakovica kod Sarajeva, 17. ožujka 1973.), bio je hrvatski politički emigrant i revolucionar.
Bio je članom Hrvatskog revolucionarnog bratstva koji je bio u Bugojanskoj skupini ("Planinskim lisicama").
Jugoslavenske su ga postrojbe zarobile kod Prozora 29. lipnja 1972. godine. Sudio mu je vojni sud u Sarajevu koji ga je osudio na smrt 21. srpnja 1972. godine. Smrtna kazna je izvršena strijeljanjem u Rakovici kod Sarajeva 17. ožujka 1973. godine.
Prigodom drugog dana (19. lipnja) obilježavanja 38. obljetnice dolaska Planinskih lisica, otkriven mu je spomen-obilježje u Rumbocima pokraj prometnice Prozor – Tomislavgrad.